# Avangane
Avangane est une localité de la région du Centre au Cameroun, localisée dans la commune de Nkoteng et le département de la Haute-Sanaga.

## Population
En 1963, Avangane comptait 118 habitants, principalement des Baboute.
Lors du recensement de 2005, ce nombre s'élevait à 99.